# أبوك شوك
أبوك شوك هو ملاكم سوداني، مثّل بلاده في الألعاب الأولمبية الصيفية 1984.

## وصلات خارجية
أبوك شوك على موقع بوكس ريك (الإنجليزية) (registration required)
- أبوك شوك على موقع أوليمبيديا (الإنجليزية)